# クラインの四元群
数学の一分野である群論におけるクラインの四元群とは、巡回群でない位数が最小の群であり、VまたはV4と表記される。
この群は単位元および3つの位数2の元から構成され、以下の演算表に従う可換な群演算を持つアーベル群である。
| * | 1 | i | j | k |
| - | - | - | - | - |
| 1 | 1 | i | j | k |
| i | i | 1 | k | j |
| j | j | k | 1 | i |
| k | k | j | i | 1 |

また、クラインの四元群は、位数2の巡回群の直積 ℤ/2ℤ × ℤ/2ℤ や二面体群 D2のほか、交代群 A4 の正規部分群 {id, (1,2)(3,4), (1,3)(2,4), (1,4)(2,3)} と同型である。